# Tephritis joanae
Tephritis joanae är en tvåvingeart som beskrevs av Goeden 1993. Tephritis joanae ingår i släktet Tephritis och familjen borrflugor. Inga underarter finns listade i Catalogue of Life.